# Anthony James Leggett

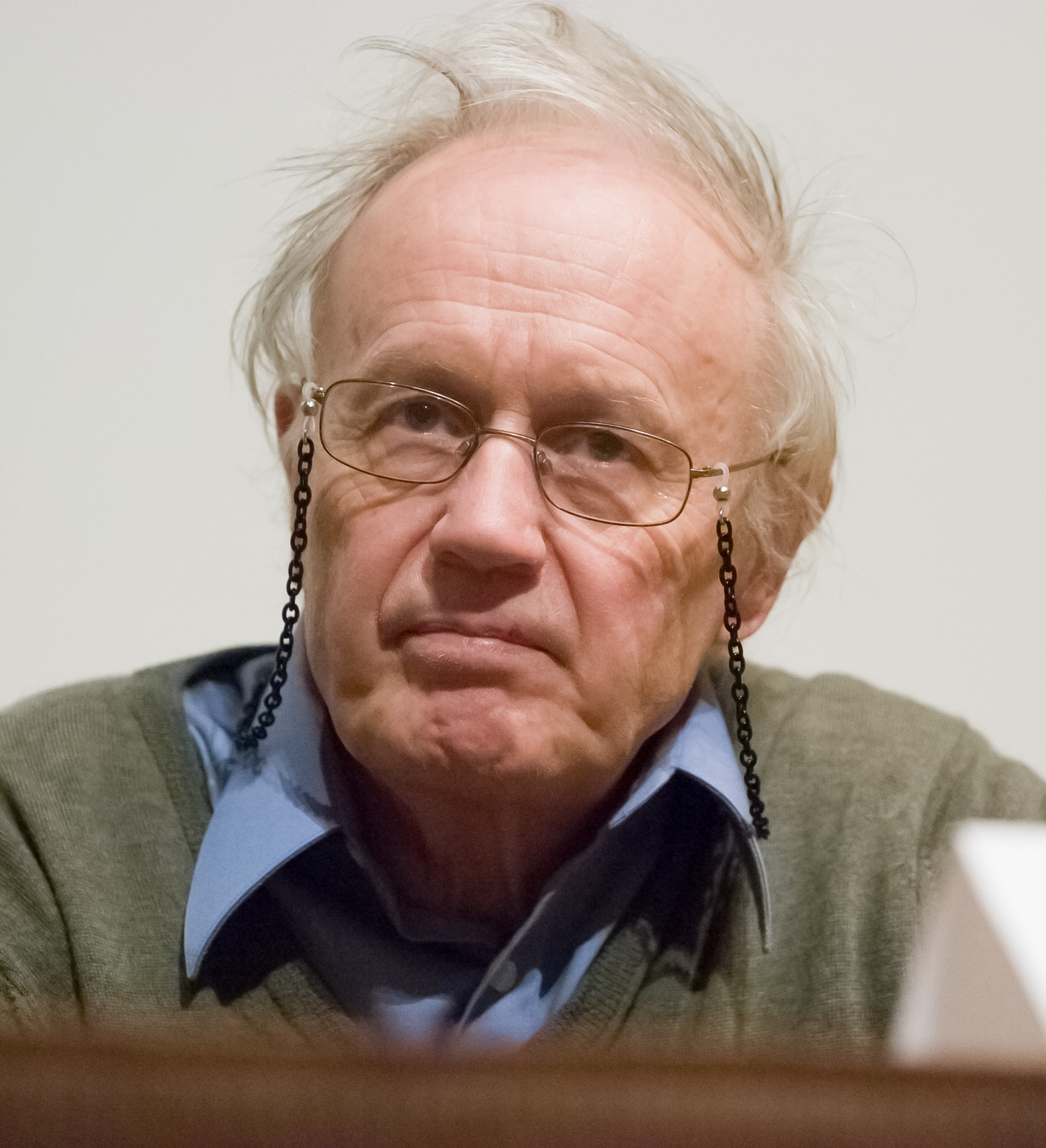
Anthony James Leggett im Jahr 2007

Sir Anthony James Leggett (* 26. März 1938 in Camberwell, Süd-London) ist Professor für Physik an der University of Illinois in Urbana. Er gilt als anerkannte Autorität in der Theorie der Tieftemperaturphysik und wurde für seine Pionierarbeit auf dem Gebiet der Suprafluidität mit dem Nobelpreis für Physik 2003 ausgezeichnet, die die Grundlagen zum theoretischen Verständnis von flüssigem und superflüssigem Helium und anderen stark gekoppelten Superflüssigkeiten legten.
Er gab damit die Richtung für die Erforschung der Quantenphysik makroskopischer dissipativer Systeme und die Nutzung kondensierter Systeme zum Test der Grundlagen der Quantenmechanik vor.
Leggett studierte am Balliol College der University of Oxford, wo er 1961 seinen Bachelor-Abschluss machte und 1964 bei Dirk ter Haar promovierte. Danach war er als Postdoc an der University of Illinois at Urbana-Champaign, der Universität Kyoto, in Oxford und Harvard. 1967 wurde er Lecturer und 1978 Professor an der University of Sussex. Seit 1983 ist er Professor an der University of Illinois at Urbana-Champaign. 1972 bis 1974 war er Gastprofessor an der Universität Tokio, 1976/77 in Ghana und 1983 an der Cornell University.
Er ist Mitglied der National Academy of Sciences (seit 1997), der American Philosophical Society, der American Academy of Arts and Sciences und der Russischen Akademie der Wissenschaften, des Weiteren ist er Fellow der Royal Society (Großbritannien), der American Physical Society und des American Institute of Physics, sowie Honorary Fellow des Institute of Physics (Großbritannien).
2002 erhielt er den Wolf-Preis in Physik, 1994 den John Bardeen Prize der International Conference on the Materials and Mechanisms of Superconductivity (M2S) zusammen mit Gerassim Matwejewitsch Eliaschberg und 1981 den Fritz London Memorial Prize. 1999 erhielt er die Feenberg-Medaille für seine entscheidenden Beiträge zur Vielteilchenphysik, einschließlich der Erklärung der fundamentalen Eigenschaften von supraflüssigem He3 im Millikelvin-Bereich, neuen Einsichten in makroskopische Quantenkohärenz und die theoretische Erkundung  atomarer Bose-Einstein-Kondensate (Laudatio).

## Schriften

### Artikel
- Anthony J. Leggett: Bose-Einstein condensation in the alkali gases: Some fundamental concepts. In: Reviews of Modern Physics. Band 73, Nr. 2, 24. April 2001, S. 307–356, doi:10.1103/RevModPhys.73.307 (englisch).
- Anthony J. Leggett: The Ubiquity of Superconductivity. In: Annual Review of Condensed Matter Physics. Band 2, Nr. 1, 1. März 2011, S. 11–30, doi:10.1146/annurev-conmatphys-062910-140541 (englisch).

### Bücher
- Anthony James Leggett: Quantum Liquids: Bose condensation and Cooper pairing in condensed-matter systems. Oxford University Press, 2006, ISBN 978-0-19-852643-8, doi:10.1093/acprof:oso/9780198526438.001.0001 (englisch).
- A. J. Leggett: The Problems of Physics. In: OPUS - The Problems of Science (= Oxford classic texts in the physical sciences). Oxford University Press, Oxford ; New York 2006, ISBN 978-0-19-921124-1 (englisch, archive.org – Originaltitel: The Problems of Physics. 1987.).
  - Deutsch Ausgabe: Anthony J. Leggett: Physik. Birkhäuser Basel, Basel 1989, ISBN 978-3-7643-2225-0, doi:10.1007/978-3-0348-5268-5.